# 伊盧任山
73°29′S 162°20′E / 73.483°S 162.333°E
伊盧任山是南極洲的山峰，位於維多利亞地的彭內爾海岸，處於萊肯山和萬蒂奇山之間，由新西蘭探險隊命名，現時由南極條約體系管理。